# Степанківська сільська рада (Мурованокуриловецький район)
| Степанківська сільська рада — колишній орган місцевого самоврядування у Мурованокуриловецькому районі Вінницької області з адміністративним центром у с. Степанки. Сільській раді підпорядковані населені пункти: - с. Степанки - с. Горай |

## Склад ради
Рада складається з 12 депутатів та голови.

## Керівний склад сільської ради
| ПІБ                  | Основні відомості                                                               | Дата обрання | Дата звільнення |
| -------------------- | ------------------------------------------------------------------------------- | ------------ | --------------- |
| Гуцол Петро Петрович | Сільський голова, 1956 року народження, освіта, безпартійний                    | 26.03.2006   | 31.10.2010      |
| Гуцол Петро Петрович | Сільський голова, 1956 року народження, освіта середня спеціальна, безпартійний | 31.10.2010   |                 |

Примітка: таблиця складена за даними джерела